# 晧台寺
晧台寺（こうたいじ）は、長崎県長崎市にある仏教寺院（曹洞宗）。正式には海雲山普昭晧台禅寺という。
長崎三大寺（皓台寺・本蓮寺・大音寺）の一つで、長崎市内外に末寺が14ヶ寺ある。

## 歴史
1608年（慶長13年）、肥前国松浦郡相神浦村山口村（現在の佐世保市相浦地域）の洪徳寺住持亀翁良鶴により笠頭山洪泰寺として風頭山麓に創建されたのを始まりとする。1615年（元和元年）に佐賀の玉林寺住持の一庭融頓が当寺住持を兼ね、1619年（元和5年）より玉林寺の末寺となる。
1626年（寛永3年）に現在地に移った。1642年（寛永19年）には一庭が将軍徳川家光、さらに明正天皇への拝謁を許され、この時に天皇より現在の山号寺号を下賜された。
境内には歴代長崎奉行で在任中に長崎で没した者のうち4名を始め、唐通事の林家・宮梅家、長崎町年寄の高木家・薬師寺家の代々、シーボルトの娘楠本イネの墓がある。修行道場として僧堂を設置している。
1660年代に建立した本堂・僧堂・衆寮（しゅりょう、幼稚園の前身）は1945年（昭和20年）の原爆に耐えたが、老朽化に伴い2016年（平成28年）に再建構想、2021年（令和3年）に解体工事を着手。2023年（令和5年）1月まで建て替え、新たに納骨堂を整備、9月に落慶式を行った。

## 文化財等
長崎県指定有形文化財
- 山門
- 仁王門 - 1680年（延宝8年）建築と伝えられており、長崎県内に現存する社寺の門としては最古とされる。
- 大仏殿
- 文書

長崎市指定有形文化財
- 梵鐘 - 1702年（元禄15年）谷口安左衛門により改鋳のもの。

## アクセス
- 長崎電気軌道思案橋電停・めがね橋電停より各徒歩5分、市民会館電停より徒歩8分。
- 長崎自動車道長崎インターチェンジよりながさき出島道路・国道324号経由。

## 周辺
- 晧台寺幼稚園
- 中島川
- 眼鏡橋
- 長崎市立諏訪小学校